# Marianisten
De Marianisten, ook wel genoemd Marianistische Familie, vormen een vertakte katholieke, religieuze congregatie. De congregatie kent vier takken:
- Gezelschap van Maria (Societas Mariae, S.M.) - broeders en priesters
- Mariaanse Leken Gemeenschap (Communiteit) (MLC of CLM) - lekenbroeders en -zusters
- Dochters van Maria Immaculata (F.M.I.) - zusters
- Mariaanse Alliantie (A.M.) - lekenzusters
- Congregatio Clericorum Marianorum sub titulo Immaculatae Conceptionis Beatae Mariae Virginis (M.I.C.)

Deze takken werken waar mogelijk nauw samen.
Deze congregatie moet men niet verwarren met de Paters Maristen of de Broeders Maristen.

## Geschiedenis
Het Gezelschap van Maria is gesticht op 2 oktober 1817, de dag waarop de Heilige Engelbewaarders worden herdacht. De stichter was de diocesaan priester Guillaume Joseph Chaminade (Engels: William Joseph Chaminade). De stichtingsplaats was Bordeaux. Ruim een jaar eerder, op 25 mei 1816, waren de Marianistische zusters opgericht (Dochters van Maria Immaculata, FMI) door Adèle de Batz de Trenquelléon in Agen.

## Missie
Marianisten beschouwen zich als missionarissen. De vorming van personen en gemeenschappen in het geloof is hun doel. Hun devotie is gericht op Maria, de moeder van Jezus.
Heilige plaatsen van de Marianisten zijn: Périgueux, Mussidan, Agen, het Kasteel van Trenquelléon en de Kapel van de Madeleine.

## Activiteit
Marianisten zijn actief in ruim veertig landen en ze hebben ongeveer tienduizend leden.